# Joinville (Francia)
Joinville (/ʒwɛ̃ˈvil/) è un comune francese di 3 846 abitanti situato nel dipartimento dell'Alta Marna nella regione del Grand Est.

## Società

### Evoluzione demografica
Abitanti censiti